# ジャック・オカラハン
ジャック・オカラハン（Jack O'Callahan、1957年7月24日 - ）は、アメリカ合衆国マサチューセッツ州チャールズタウン出身の元プロアイスホッケー選手。

## 経歴

### プロ入り前
1975年にボストン・ラテン・スクールを卒業すると、ボストン大学に進学し、3、4年次にはチームキャプテンを務めてオールイースト、オールニューイングランド、オールアメリカ、チームMVP、NCAAトーナメントMVPなどに選ばれ、モスクワで開かれた1979年アイスホッケー世界選手権にアメリカ合衆国代表として出場している。1979年に大学を卒業後、レークプラシッドオリンピックのアメリカ合衆国代表に選出された。オリンピック開幕3日前に行われたソビエト連邦とのエキシビションマッチでワレリー・ワシリエフのハードチェックを受けて全治8週間の怪我を負ったため開幕戦のスウェーデン戦などを欠場した。ルーマニア戦ではスティーブ・クリストフのゴールをアシストしている。最終的に金メダルを獲得した。

### NHL選手時代
1977年のNHLドラフトでシカゴ・ブラックホークスに指名されたが、チームにはオリンピック終了後に入団、2年間は傘下のアメリカン・ホッケー・リーグ(AHL)のニューブランズウィック・ホークスでプレイした。
1982年にブラックホークスに昇格すると1987年までの5シーズンを過ごしたが、ウェーバー公示された後にニュージャージー・デビルスへ移籍。1989年まで2シーズンをプレイした。1989年アイスホッケー世界選手権のアメリカ合衆国代表にも選出され、10試合に出場し6位となっている。

### 引退後
現役を引退するとシカゴで金融サービス業を始めた。ハーバード大学出身で元NHL選手のジャック・ヒューズと会社を共同経営している。

## 人物
2004年に公開された映画、『ミラクル』では大学時代の因縁のあるミネソタ大学出身のロブ・マクナラハンと乱闘を起こしたり、チームメートに血の気が多すぎると評されている。オリンピックでは史実同様、エキシビションゲームで負傷しメダルラウンド初戦となった後に氷上の奇跡と呼ばれるようになったソビエト連邦戦で復帰を果たした。

## 詳細情報

### 表彰
- イースタン・カレッジ・アスレチック・カンファレンスオールスター選出（1978年、1979年）
- NCAAトーナメントオールトーナメントチーム（1978年）
- NCAAトーナメントMVP（1978年）
- NCAAイースト・ファースト・オールアメリカンチーム（1979年）

### 代表歴
- 1979年アイスホッケー世界選手権アメリカ合衆国代表
- 1980年オリンピックアイスホッケーアメリカ合衆国代表
- 1989年アイスホッケー世界選手権アメリカ合衆国代表